# Divénié
Divénié är ett distrikt i Kongo-Brazzaville. Det ligger i departementet Niari, i den västra delen av landet, 400 km väster om huvudstaden Brazzaville.